# Petar Stojanović (Fußballspieler)
Petar Stojanović (* 7. Oktober 1995 in Ljubljana) ist ein slowenischer Fußballspieler.

## Karriere

### Verein
Nachdem er in seiner Jugend für Arne Taborund und Slovan Ljubljana gespielt hatte, spielte er in der U19 bei Interblock Ljubljana und ab 2011 später weiter bei NK Maribor. Dort ging er dann zur Saison 2012/13 auch in den Kader der ersten Mannschaft über. Bereits zuvor hatte er aber am 25. März 2012 sein Debüt mit der Mannschaft. Aber auch in seiner ersten kompletten Spielzeit mit Maribor bekam er nicht mehr Einsätze. erst mit der Spielrunde 2013/14 wurden es immerhin ab März bis zum Saisonende dann mehr. Denn für die Hinrunde war er noch an Verzej ausgeliehen, wo er einige Einsätze in der Zweiten Liga ansammelte.
In der Spielzeit 2014/15 wurde er zu einem wichtigen Spieler im Team und kam so auch zu Einsätzen in der aktuellen Champions League Saison. Über den Verlauf seiner Zeit hier gewann er mit Maribor vier Mal die Meisterschaft und drei Mal den Pokal. Schlussendlich verließ er sein Heimatland dann im Februar 2016 um sich für eine Ablöse von 2 Mio. € in Kroatien Dinamo Zagreb anzuschließen. Auch hier wurde er in den nächsten Jahren ein wichtiger Spieler der Mannschaft und kam auch international in mehreren Wettbewerben zum Einsatz, bestes abschneiden mit ihm im Kader war dabei die Europa League Saison 2020/21, in welcher das Viertelfinale erreicht wurde. Auch fünf weitere nationale Meistertitel und drei Pokalsieger gelangen ihm in seiner Zeit hier. Zur Saison 2021/22 er nun an den FC Empoli nach Italien verliehen, wo er den auch über den kompletten Verlauf der Saison verblieb, am Ende schloss er sich dem Serie-A-Klub dann zur Folgesaison auch fest an. Nach einer Leihe an Sampdoria Genua folgte im Sommer 2024 die Leihe zur US Salernitana.

### Nationalmannschaft
Mit der slowenischen U16 und der U17 bestritt er eine Vielzahl an Freundschaftsspielen und nahm mit letzterer auch an der Europameisterschaft 2012 teil. Nach weiteren Freundschaftsspielen mit der U18 und weiteren Partien mit der U19 spielte er auch ein paar Qualifikationspartien mit der U21.
Sein Debüt im Trikot der A-Nationalmannschaft hatte er am 18. November 2014 bei einer 0:1-Freundschaftsspielniederlage gegen Kolumbien, wo er zur zweiten Halbzeit für Erik Janža ins Spiel kam. Danach folgten im Jahr 2015 noch ein Qualifikationsspiel zur Europameisterschaft 2016 und noch ein Freundschaftsspiel, sowie letzteres auch nochmal im Jahr 2016. Nach zwei Einsätzen im Jahr 2018 kam er dann ab März 2019 nun auch durchgehend beginnend mit der Qualifikation für die Europameisterschaft 2020 zum Einsatz. Danach folgten dann die Nations League 2020/21 sowie die Quali zur WM 2022. Auch in der Nations League 2022/23 sowie der Qualifikation für die EURO 2024 spielte er eine große Rolle, wobei er hier als Gruppenerster mit seiner Mannschaft am Ende auch die Endrunde erreichen konnte.

## Erfolge
NK Maribor
- Slowenischer Meister: 2012, 2013, 2014, 2015

- Slowenischer Pokalsieger: 2012, 2014, 2016

Dinamo Zagreb
- Kroatischer Meister: 2015/16, Kroatischer Meister: 2017/18, Kroatischer Meister: 2018/19, Kroatischer Meister: 2019/20, Kroatischer Meister: 2020/21

- Kroatischer Pokalsieger: 2015/16, 2017/18, 2020/21

- Kroatischer Supercupsieger: 2019